# Machairocentron echinatum
Machairocentron echinatum is een schietmot uit de
familie Xiphocentronidae. De soort komt voor in het Neotropisch gebied.